# Bahamas nos Jogos Olímpicos da Juventude
Predefinição:Info/Youth Olympics Bahamas
As Bahamas competiram pela primeira vez Jogos Olímpicos da Juventude na edição inaugural (Verão de 2010). O país ainda não participou nos Jogos Olímpicos de Inverno da Juventude.

## Quadro de Medalhas

### Medalhas por Jogos de Verão
| Jogos          | Ouro | Prata | Bronze | Total |
| 2010 Singapura | 0    | 1     | 0      | 1     |
| Total          | 0    | 1     | 0      | 1     |

### Medalhas por Esportes
| Esporte   | Ouro | Prata | Bronze | Total |
| Atletismo | 0    | 1     | 0      | 1     |
| Total     | 0    | 1     | 0      | 1     |

### Medalhistas
| Edição                  | Medalha | Nome          | Esporte   | Evento         |
| ----------------------- | ------- | ------------- | --------- | -------------- |
| Verão de 2010 (1 Prata) | Prata   | Tynia Gaither | Atletismo | 200 m feminino |